# Altschönau
Altschönau ist ein Gemeindeteil der Gemeinde Neuschönau im Landkreis Freyung-Grafenau.

## Lage
Das Dorf liegt drei Kilometer nördlich von Neuschönau mitten im Nationalpark Bayerischer Wald.

## Geschichte
Der Name Schönau wurde zum ersten Mal 1395 als Schönaw erwähnt, als die Grafen von Hals acht Bauernlehen anlegen ließen. 1417 wurde dort die älteste Glashütte des Landkreises Grafenau errichtet. 1615 wird die Zadlerhütte erwähnt, später die Altkaiserhütte. Im Laufe der Jahrhunderte wurde aus der Ortschaft Schönau „Altschönau“ und aus der Ortschaft Neukaiserhütte „Neuschönau“. Seit der Gründung der Gemeinde Neuschönau (bis 1981 Schönanger) im Jahr 1818 ist Altschönau Teil dieser Gemeinde.

## Sehenswürdigkeiten
- Dorfkapelle Br. Konrad
- Tierfreigelände des Nationalparks (in Richtung Neuschönau)